# Daniel Fortea
Daniel Fortea, cuyo nombre completo  Daniel Fortea i Guimerà (Benlloch, España; 28 de abril de 1878 – Castellón, España; 5 de marzo de 1953) fue un guitarrista, compositor y pedagogo español.

## Biografía

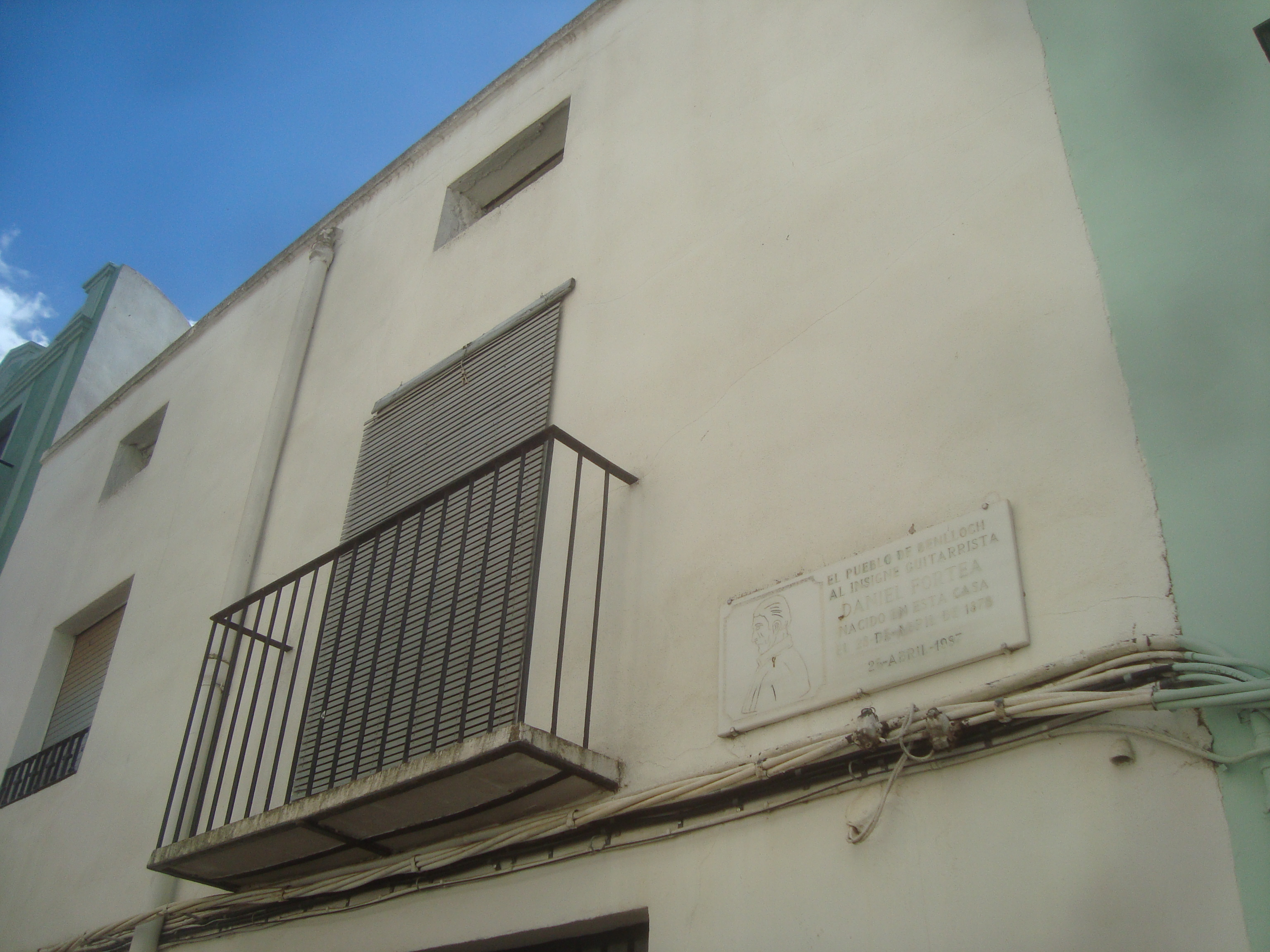
Casa natal del músico Daniel Fortea Guimerá 1878-1953 (Benllóc-Benlloch, España).

En su infancia Daniel Fortea aprendió clarinete, guitarra y bandurria. Desde 1898 hasta 1909 estudió con Francisco Tárrega en Castellón de la Plana. Sus compañeros de estudios eran, entre otros, Emilio Pujol y Miguel Llobet.
En 1909 Fortea fundó en Madrid su propia escuela de música e inició la Biblioteca Fortea, una de las más importantes colecciones de música para guitarra. También dio conciertos y escribió obras para guitarra. Entre sus discípulos destacan importantes guitarristas como Paulino Bernabé (padre) y Regino Sainz de la Maza, o el gran lutier Madrileño Marcelino López Nieto.

## Obras para guitarra (lista incompleta)
- "Alegrías sobre temas populares" (1958)
- "Allegro de concierto", Op. 11
- "Andaluza"
- "Balada", Op. 47" (1947)
- "Danza de Gnomos", Op.23
- "Dialogando" (Estudios Poéticos)
- "Mazurca fácil"
- "¨Mi favorita.´"´
- "Vals en sol"+... sonata em dó para 2 guitarras[Eythor Thorlaksson]

+...Gavotta
+...Capricho (Estudio op 13)
- ...Sevillianas populares